# Carolus Everhardus Josephus Franciscus van Nispen van Pannerden

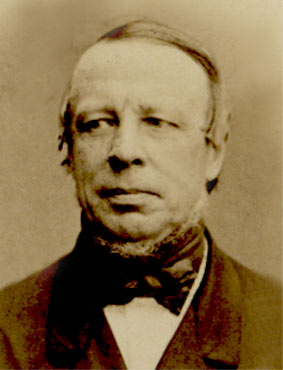
Jhr. mr. Carolus Erhardus van Nispen tot Pannerden

Jhr. Carolus Everhardus Josephus Franciscus van Nispen van Pannerden (Zevenaar, 3 mei 1807 - aldaar, 1 december 1870) was een Nederlands advocaat, burgemeester en politicus.

## Carrière
Van Nispen studeerde in het buitenland en vestigde zich daarna als advocaat in Zevenaar. Op 1 juni 1835 werd hij gekozen tot lid der Provinciale Staten van Gelderland in het kiesdistrict Doesburg. Op 1844 werd hij burgemeester van Zevenaar, en hij bekleedde dat ambt tot zijn dood.
Na de Grondwetsherziening van 1848 werd hij op 30 november in het district Nijmegen bij eerste stemming en vervolgens op 7 december in het district Doetinchem bij herstemming gekozen tot kandidaat voor de Eerste Kamer. Uit de 16 Gelderse kandidaten koos koning Willem III op 11 januari 1849 5 leden, onder wie Van Nispen.
Hij was tegen de invoering van de nieuwe provinciale wet, maar de wet werd met 32-2 stemmen aangenomen. Op 3 september 1850 werd hij in het district Doetinchem weer tot lid der Staten van Gelderland gekozen. Hij werd echter herkozen tot Eerste Kamerlid, waardoor de uitslag van 3 september werd gepasseerd. Hij was Kamerlid gelijktijdig met zijn broer, en vervulde deze functie tot zijn overlijden.
Hij pleitte voor verdraagzaamheid, en vond dat de godsdienstige opvoeding thuis moet worden gegeven en niet op school. Hij was tegen verschillende scholen voor verschillende godsdiensten en steunde het ontwerp van de schoolwet van Van der Brugghen.

## Familie
Van Nispen maakte deel uit van de familie Van Nispen. De ouders van Carolus waren jhr. mr. Hermannus Carolus Bartholomaeus van Nispen tot Pannerden, heer van Pannerden (1764-1829) en Hendrica Caecilia Everharda Goossens (1769-1823). Zijn broer was Joannes Antonius Christianus Arnoldus van Nispen van Sevenaer, de eerste Van Nispen van de tak Sevenaer.
Van Nispen trouwde in 1827 met Christina Josephina Theresia Maria barones van Hövell, vrouwe van Swanenburg (te Gendringen) (1806-1860). Ze kregen twee zonen en drie dochters. De oudste zoon Frans (1830-1899) werd na zijn moeders overlijden heer van Swanenburg. Na zijn overlijden werd het kasteel in 1900 verkocht en op de toren na afgebroken. Het gezin woonde op Huis Hoek in Zevenaar.